# Liste der Naturdenkmale in Rockeskyll
Die Liste der Naturdenkmale in Rockeskyll nennt die im Gemeindegebiet von Rockeskyll ausgewiesenen Naturdenkmale (Stand 4. Juni 2024).

## Naturdenkmale
| Nr.         | Bezeichnung                    | Lage                                                        | Beschreibung | Bild                                    |
| ----------- | ------------------------------ | ----------------------------------------------------------- | --- | --------------------------------------- |
| ND-7233-049 | Zwei alte Eichen               | Dorfstraße, bei Nr. 3 Lage                                  | Quercus robur, zwei von ursprünglich drei Bäumen, um 1700 gekeimt                                                                            | mehr Fotos \| Fotos hochladen           |
| ND-7233-050 | Franzosenbuche                 | westlich des Ortes; Abteilung Im Winkel Lage                | auch Napoleonsbuche; Fagus sylvatica | Direkt Bild zu diesem Denkmal hochladen |
| ND-7233-051 | Gipfel des Rockeskyller Kopfes | westlich des Ortes; Abteilung Im Winkel Lage                | zugehörig: Blockhalde mit Basaltfelsen und Blöcken nördlich des Gipfels ((Lage 2)); flächenhaftes Naturdenkmal, ca. 1 ha in zwei Teilflächen | Fotos hochladen                         |
| ND-7233-153 | Eiche am Schloßbrunnen         | südlich des Ortes an der B 410; Flur Auf der Hottwiese Lage | Quercus robur, um 1840 gepflanzt, 19 m hoch bei 2,5 m Brusthöhenumfang und 12 m Kronendurchmesser                                            | mehr Fotos \| Fotos hochladen           |